# Станиславский, Сергей Кириллович
Сергей Кириллович Станиславский (1721—1776) — генерал-майор, один из участников подавления Пугачёвского бунта, командующий Сибирским корпусом.

## Биография
Родился в 1721 году. Происходил из польского шляхетства, службу начал при дворе придворным лакеем в феврале 1742 года. 24 ноября 1744 года Станиславский был пожалован в поручики и гренадеры Лейб-кампании. 30 ноября 1749 года пожалован в вице-капралы, с производством в капитан-поручики, а в 1754 году в капитаны. Через 4 года Станиславский был уже вице-сержантом Лейб-кампании (с 25 ноября 1758 года), с чином премьер-майора, и в октябре 1761 года просил Сенат о занесении его в дворянский список.
При раскассировании Лейб-кампании он 20 марта 1762 года переименован в коллежские советники, однако 30 марта того же года снова был принят на военную службу, с чином полковника и назначен командиром Пермского карабинерного полка. 22 сентября 1767 года Станиславский был произведён в бригадиры, а через год, 22 сентября 1768 года, — в генерал-майоры, с назначением в Сибирский корпус генерал-поручика И. И. Шпрингера. Из штаб квартиры в Усть-Каменогорской крепости командовал четырьмя драгунскими полками: Сибирским, Колыванским, Троицким и Вологодским, расположенными на Иртышской линии. После смерти последнего в 1771 году принял командование Сибирским корпусом до приезда генерал-поручика Деколонга.
Во время крестьянской войны Пугачёва Станиславский состоял в отряде генерал-поручика Деколонга и, по приказу последнего, в июне 1773 года с небольшим отрядом выступил в Оренбургский край. Выйдя из Троицкой крепости, он после 20-дневного форсированного марша, сделав за это время более 800 вёрст, достиг Орской крепости, откуда должен был принять участие в военных действиях против Пугачёва.
В марте 1774 года он получил поручение наблюдать за движением мятежников и рассылать объявления о поимке Пугачёва и в апреле доносил князю Голицыну, что Пугачёв находится на Вознесенских казённых заводах; в ответ на это ему было приказано преградить путь Пугачёву к Верхне-Яицкой крепости. Последнее известие о Станиславском относится к июню 1774 года, когда он со своею полевой командой находился вновь в Троицкой крепости. В 1775 году Станиславский на 4 месяца был уволен в отпуск, а в октябре того же года ему продилили этот срок еще на полгода. Скончался в 1776 году.
О генерал-майоре Станиславском упоминается в пушкинской «Истории Пугачёва», черновых вариантах её текста и архивных заготовках к ней. Сведения о Станиславском имеются в опубликованной Пушкиным «Летописи» П. И. Рычкова. Упоминание о Станиславском есть также в записках И. С. Полянского и Карла Хаецкого.